# 이마이정
이마이정(今井町)은 1679년부터 야마토국 다카이치군에 있던 정이다. 현재 가시하라시의 일부. 

## 역사
- 1889년 4월 1일 - 정촌제 시행에 의해 다카이치군 이마이정이 성립하였다.
- 1956년 2월 11일 - 다카이치군 야기정, 우네비정, 가모키미촌, 마스게촌, 시키군 미미나시촌과 합병해 가시하라시가 설치되어 소멸하였다.

## 참고문헌
- 『市町村名変遷辞典』東京堂出版、1990年。
- 『橿原市史』橿原市史編集委員会、1962年。